# Trónöröklési rend
A trónöröklési rend egy olyan formula vagy algoritmus, amelynek alapján meghatározható, hogy egy bizonyos tisztség, leggyakrabban valamely uralkodói cím, kit illet a tisztség jelenlegi betöltőjének halála vagy lemondása esetén.

## Királyság vagy más örökletes nemesi cím
Az örökletes királyságokban a trónöröklési rangsor határozza meg, hogy kit illet a trón az aktuális uralkodó halála, lemondása, lemondatása esetén. A trónöröklési rangsort általában minden ország sajátos szabályok és hagyományok alapján állítja fel, amelyben általában elsőbbséget élveznek az uralkodó közvetlen rokonai. Vitás esetekben a trónöröklési rangsor első helyein álló személyeknek van általában a legnagyobb esélye a trón megszerzésére.
A trónöröklési rangsorban általában csak olyan személyeket vesznek figyelembe, akik hivatalos házasság révén az uralkodó leszármazottai (tehát kizárják azokat, akik nem hivatalos vagy házassági kapcsolatból születtek). Helyi szokások alapján egyéb követelményeket is lehet támasztani – pl. Nagy-Britanniában a trónöröklésből kizárták azokat a személyeket, akik katolikus vallásúak.
A múltban előfordult, hogy a trónöröklési rangsortól eltérően, az uralkodó kijelölte vagy akár életében társuralkodóvá emelte és megkoronáztatta kijelölt utódát. A magyar történelemben is szokás volt ez, III. Béla magyar király már életében megkoronáztatta fiát, Imre herceget, aki viszont megkoronáztatta kiskorú fiát, László herceget. A választott monarchiákban, mint a Német-római Birodalomban sem volt ritka, hogy az uralkodó kijelölte utódát, ha nem volt megfelelő leszármazottja (ennek ellenére az uralkodót választó fejedelmek mást is megválaszthattak).
Az örökletes monarchiákban számos formula vagy szabály létezett az idők során a trónöröklés rendjének meghatározására, a rangsor felállítására. A rangsor egyik célja az volt, hogy a közvetlen örökösök helyzetüknek megfelelő nevelésben, képzésben részesültek és bizonyos esetekben akár részt is vehettek az ország kormányzásában. A rangsor felállítása és az örökös kijelölése időnként politikai stabilitást is jelentett olyan országokban, ahol korábban - a vitatott trónöröklés miatt - polgárháború dúlt.
Egyes esetekben a trónöröklés rendjét különleges szabályokkal határozták meg: a Császári Franciaországban csak Napóleon férfiági leszármazottai örökölhették a trónt, de mivel Napóleon fia fiatalon meghalt, a szabályok módosításával maga az uralkodó jelölhette ki, hogy ki kövesse a trónon. Napóleon az Olasz Királyságot második fiának szánták, de végül mostohafiát, Eugène de Beauharnais-t jelölték ki a trón örökösének. A szerb monarchia uralkodója I. Sándor szerb herceg férfiági leszármazottja volt, de ennek hiányában az uralkodó a Karagyorgye-ház más férfi tagját is kijelölhette örökösének.

## Elsőszülöttség
Az elsőszülöttség, vagy pontosabban a férfi elsőszülöttség, (latinul primogenitúra) azt jelenti, hogy az uralkodó legidősebb fia örökli a trónt, majd utána annak fia, az uralkodó többi gyermeke előtt. Azonban ebben a trónöröklési rendszerben a fiúk nem élveznek elsőbbséget az elsőszülött nők felett. 

### Története
A primogenitúra  kialakulását a  középkorban a feudális földtulajdon jellemzői nagyban elősegítették, mivel ezzel a gyakorlattal a birtokok, uradalmak és a vagyon egyéb formái nem aprózódtak el az örökösök között. Rögzülése hosszadalmas folyamat volt.
Magyarországon az Árpád-házban a primogenitúra a 10–11. században váltotta fel a szeniorátust. I. István a hagyományos történelmi értelmezés szerint a primogenitúrára hivatkozva vette át a hatalmat apja Géza fejedelem halála után. Koppány, Tar Zerind fia, követelte a trónt és Saroltot (Géza feleségét) a levirátus elvére hivatkozva.
A 21. század elején ezt a rendszert alkalmazza Spanyolország és Monaco.

## Abszolút elsőszülöttség
Az "egyenlő" vagy "abszolút" elsőszülöttségi rendszerben az uralkodó legidősebb gyermeke örökli a trónt, nemére való tekintet nélkül. Ebben a rendszerben a leánygyermekek is ugyanolyan jogokat élveznek a trónöröklési rend felállításakor, mint a fiúgyermekek. Ezt a rendszert használja jelenleg Svédország (1980 óta), Hollandia (1983 óta), Norvégia (1990 óta), Belgium (1991 óta) és Dánia (2009 óta). Nagy-Britanniában 2004-ben merült fel, a Successon to the Crown Bill parlamenti vitája során, hogy az öröklődés rendjét abszolút elsőszülöttség alapján kellene meghatározni.

## Vérrokonsági
A vérrokonságon alapuló öröklési rend Európában igen elterjed volt a középkor során. A rend lényege, hogy az öröklést az uralkodó közvetlen férfiági leszármazottaira korlátozta, a leányági leszármazottak csak akkor jöhettek szóba, ha a férfiág minden képviselője kihalt.
Ebben a rendszerben a férfiági leszármazottak közül (az elsőszülöttség figyelembevételével) választották ki az örököst az uralkodó család összes ágából. Amennyiben ezzel a módszerrel sem sikerült megfelelő férfi örököst találni, csak akkor vehették figyelembe az uralkodó ház egyik női tagját.
Jelenleg Luxemburg használja ezt az öröklődési rendet, míg a történelem során Ausztria (később az Osztrák–Magyar Monarchia), a Bajor Királyság, Hannoveri Királyság, Württembergi Királyság, Orosz Birodalom, Szász Királyság, a Toszkánai Nagyhercegség és a Két Szicília Királysága alkalmazta.
Amennyiben női leszármazottat kellett választani, azt általában az előző uralkodó legközelebbi vérrokonai közül, nem pedig elsőszülöttség alapján választották. Így került a trónra többek között Mária Terézia magyar királynő, Sarolta luxemburgi nagyhercegnő, I. Anna breton hercegnő.

## A száli törvény alapján
A száli törvény (Lex Salica) a száli frankok után kapta nevét és lényegében a vérségi öröklési rend egyik, korlátozottabb formája, amely az öröklődésből egyértelműen kizárja a nőági leszármazottakat. Nevét az ún. „Lex Salica” törvénygyűjteményről kapta, amely 510 körül keletkezett és a száli frankok törvényeit sorolta fel. Annak ellenére, hogy a száli frankok törvényei nem voltak elterjedtek Franciaországban, és korábban sem használták azokat, a Capeting-házból származó V. Fülöp francia király elővetette ezt a törvénygyűjteményt, hogy segítségével kizárja a francia trón örökléséből bátyja lányát, Johannát (akinek leszármazása, anyja házasságtörése miatt, kétséges volt).
V. Fülöp jogászai a száli törvény alapján igyekeztek kizárni a királyi trón örökléséből a nőket, amely egyrészt ellentétben volt a francia földön akkorra már elterjedt szokásjoggal (lásd például a fent már említett Anna breton hercegnő esetét), másrészt érdekes módon csak a királyi birtokokra vonatkoztatták, mivel Fülöp feleségének anyja, Matilda, Artois grófnője révén jelentős birtokokat remélt örökölni.
A száli törvény alkalmazása mindenesetre visszaütött a Capeting-házra, mivel V. Fülöp rövid uralkodás után fiúörökös nélkül meghalt. Utóda öccse, IV. Károly francia király lett, aki hatévi uralkodás után, három lánygyermekkel, de fiúörökös nélkül elhunyt. A száli törvény alapján sem Fülöp, sem Károly lányai nem örökölhették a trónt, viszont III. Eduárd angol király, IV. Fülöp francia király leányági leszármazottja trónkövetelőként lépett fel, kirobbantva ezzel a százéves háború néven ismert európai konfliktust.
A száli törvény alapján határozták meg az öröklés rendjét régen Albániában, Franciaországban (V. Fülöp idejétől), az Olasz Királyságban, Romániában, a Jugoszláv Királyságban, Poroszországban és a Német Birodalomban. Jelenleg csak Liechtenstein területén érvényes.
1830-ban Spanyolországban is felmerült, hogy vajon a száli törvényt kell alkalmazni az öröklés meghatározására, vagyis hogy VII. Ferdinánd spanyol király után lánya, II. Izabella vagy öccse, Károly herceg örökli-e a trónt. Ferdinánd még Izabella születése előtt kihirdette a Pragmatica sanctiót, amely lehetővé tette a leánygyermekek öröklését, de halála után öccse V. Károly néven királlyá kiáltotta ki magát és ezzel kezdetét vette a karlista polgárháború.

## A rotációs rendszer
A rotációs rendszert a Kijevi Rusz uralkodója, I. Jaroszláv kijevi nagyfejedelem vezette be (a szó a szláv "lépcső" vagy "létra" szóból ered). Jaroszláv két házasságából 7 fia született, akik közül hármat megtett a nagyfejedelemség részeinek uralkodójává. Rendelete szerint a trónt utána legidősebb életben maradt fia örökölte, akinek fejedelemségét öccse kapta és így tovább. A legidősebb fiú halála után öccse követte a trónon és így sorban, majd pedig Jaroszláv legidősebb unokája következett volna. Ezt a rendszert, bár nem mindig ennyire következetesen, alkalmazták a Kijevi Ruszban és később a Moszkvai Nagyfejedelemségben is.

## Kinevezés és választás
A trónöröklés sorrendjét meghatározhatja maga az uralkodó is, aki családja, vagy rokonai, ritkábban nem vér szerinti rokonai, közül kijelölheti örökösét.
Az örökös kiválasztásának másik módja, amikor egy testület választja meg az örököst. A Német-római Birodalomban a birodalmi választófejedelmek kiváltsága volt a következő császár megválasztása, bár leggyakrabban az előző uralkodó dinasztikus rokonait, gyakran fiát választották (de nem mindig). A választást lehet az uralkodó életében, vagy pedig halála után megtartani.
Választás útján öröklődik ma a pápaság, illetve ezt a rendszert használják Malajziában, Kambodzsában, Kuvaitban, Egyesült Arab Emírségekben, Andorrában, Szváziföldön .

## Osztozkodás az örökösök között
Egyes esetekben a királyságot vagy a birtokot az összes férfiörökös között kellett megosztani, többek között ezért került sor a Frank Birodalom többszöri felosztására a császár fiai között, a Meroving és a Karoling-ház uralkodása során.

## Vérrokonsági fok
A vérrokonsági fok alapján történő öröklődés során az elhunyt uralkodó legközelebbi rokonai kaphatják meg a trón, általában a férfiakat preferálják a nők felett és az idősebbeket a fiatalabbak felett. A vérrokonsági fokon való öröklődést a keresztes lovagok által elfoglalt szentföldi királyságban és feudális államokban használták, ahol az uralkodó igen gyakran gyermek nélkül esett el a muzulmánokkal vívott harcokban.

## Ultimogenitúra
Az öröklődés sajátos fajtája az utolsó, vagyis legfiatalabb leszármazott öröklése. E szerint a hagyomány szerint az idősebb gyermekek elhagyják a családi házat és szerencsét próbálnak a világban, míg a legfiatalabb testvér otthon marad, gondját viseli szüleinek és haláluk után örökli a birtokot.

## Anyai ági leszármazás
Az anyai ági leszármazás alapján történő öröklés (matrilinear succession) során a címet és a vagyont az uralkodó nővérének fia örökli, míg az uralkodó fiai anyai nagynénjeik címeit és vagyonát öröklik, apjuktól nem kapnak semmit. Ezt a rendszert alkalmazták az indiai Kerala államban az 1956-os Hindu Succession Act elfogadásáig, azóta nem törvényes.

## Nem monarchikus öröklés
Bizonyos esetekben a köztársaságok is megállapítanak öröklési szabályokat, amikor szükség van a politikai vezetés folytonosságának biztosítására. A meghatározott időnként megválasztott elnöki köztársaságokban (mint pl. az Egyesült Államok) szabályozzák az elnöki hivatal öröklésének rendjét. Eszerint az elnök halála (pl. Kennedy elnök) vagy lemondása (Nixon elnök) után az alelnök örökli a tisztséget. Amennyiben az alelnök nem tudja átvenni a tisztséget, akkor az alsóház elnöke következik, utána a szenátus alelnöke, majd pedig a külügyminiszter. A legtöbb országban azonban az elnök halála után azonnal választásokat írnak ki.

## Fordítás
- Ez a szócikk részben vagy egészben  az   Order of succession című angol Wikipédia-szócikk ezen változatának fordításán alapul.  Az eredeti cikk szerkesztőit annak laptörténete sorolja fel. Ez a jelzés csupán a megfogalmazás eredetét és a szerzői jogokat jelzi, nem szolgál a cikkben szereplő információk forrásmegjelöléseként.